# Robert Lincoln Ramsay

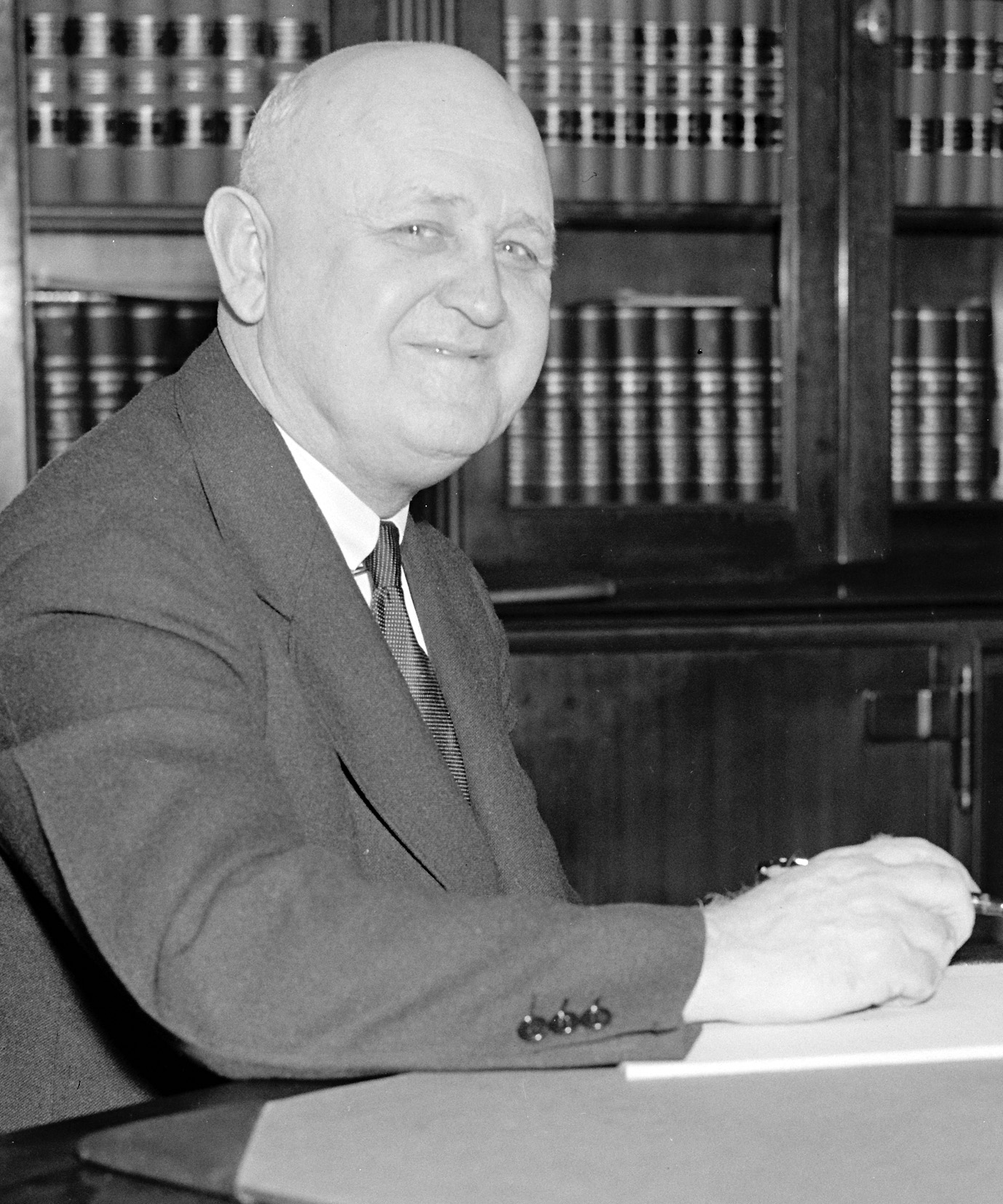
Robert Lincoln Ramsay

Robert Lincoln Ramsay (* 24. März 1877 im County Durham, England; † 14. November 1956 in Wheeling, West Virginia) war ein US-amerikanischer Politiker. Zwischen 1933 und 1953 vertrat er dreimal den ersten Wahlbezirk des Bundesstaates West Virginia im US-Repräsentantenhaus.

## Werdegang
Im Jahr 1881 kam Robert Ramsay mit seinen Eltern in die Vereinigten Staaten. Die Familie ließ sich in New Cumberland im Hancock County in West Virginia nieder. Dort besuchte der Junge die öffentlichen Schulen. Nach einem anschließenden Jurastudium an der West Virginia University in Morgantown und seiner 1901 erfolgten Zulassung als Rechtsanwalt begann er in New Cumberland in seinem neuen Beruf zu praktizieren. Im Jahr 1905 verlegte er seinen Wohnsitz und seine Praxis nach Wellsburg im Brooke County. Zwischen 1905 und 1930 war er Anwalt der Nachbargemeinde Follansbee. In den Jahren 1908 bis 1912 und nochmals von 1916 bis 1920 war Ramsay Bezirksstaatsanwalt im Brooke County. Von 1927 bis 1930 gehörte er dem Vorstand der West Virginia University an.
Ramsay war Mitglied der Demokratischen Partei und wurde 1932 als deren Kandidat im ersten Distrikt von West Virginia in das US-Repräsentantenhaus in Washington, D.C. gewählt. Dort trat er am 4. März 1933 die Nachfolge des Republikaners Carl G. Bachmann an, den er bei der Wahl geschlagen hatte. Bei seinem Wahlsieg profitierte Ramsay von einem bundesweiten Trend zu Gunsten seiner Partei, der mit der Wahl von Franklin D. Roosevelt zum US-Präsidenten seinen Höhepunkt erreichte. Nach zwei Wiederwahlen konnte er bis zum 3. Januar 1939 drei zusammenhängende Legislaturperioden im Kongress absolvieren, während denen die meisten der New-Deal-Gesetze verabschiedet wurden. Außerdem wurden der 20. und der 21. Verfassungszusatz beraten und verabschiedet. Darin wurden einerseits der Beginn und des Ende der Legislaturperioden sowohl des Kongresses als auch des Präsidenten neu geregelt und zum anderen das 1919 mit dem 18. Verfassungszusatz eingeführte Alkoholverbot aufgehoben.
Bei den Wahlen des Jahres 1938 unterlag er dem Republikaner A. C. Schiffler, der dann Ramsays vorheriges Mandat für eine Legislaturperiode ausübte. In dieser Zeit arbeitete Ramsay wieder als Rechtsanwalt. Aber schon bei den nächsten Wahlen im Jahr 1940 konnte er Schiffler schlagen, seinen alten Sitz im Kongress zurückgewinnen und vom 3. Januar 1941 bis zum 3. Januar 1943 eine weitere Legislaturperiode im Kongress verbringen. In diese Zeit fiel der amerikanische Eintritt in den Zweiten Weltkrieg als Folge des japanischen Angriffs auf Pearl Harbor am 7. Dezember 1941. Bei den Wahlen des Jahres 1942 kam es erneut zum Duell mit A. C. Schiffler, das dieser gewann. Damit verdrängte Schiffler Ramsay ein zweites Mal aus dem Kongress.
Zwischen 1943 und 1945 arbeitete Ramsay für das US-Justizministerium. Von 1945 bis 1948 war er stellvertretender Attorney General von West Virginia. 1948 wurde Ramsay ein weiteres Mal in den Kongress gewählt. Dort absolvierte er nach einer Wiederwahl im Jahr 1950 zwischen dem 3. Januar 1949 und dem 3. Januar 1953 zwei weitere Legislaturperioden. In diese Zeit fiel der 22. Verfassungszusatz, der die Amtszeiten des Präsidenten regelte. Für die Wahlen des Jahres 1952 wurde er von seiner Partei nicht mehr nominiert. Sein Mandat ging dann an seinen Parteikollegen Bob Mollohan.
Nach dem Ende seiner Zeit im Kongress arbeitete Robert Ramsay wieder als Rechtsanwalt. Von 1952 bis 1956 war er stellvertretender Bezirksstaatsanwalt. Er starb am 14. November 1956 in Wheeling und wurde in Follansbee beigesetzt.